# St. Vitus (Rätzlingen)

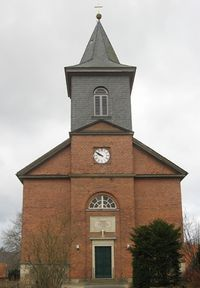
Die St.-Vitus-Kirche von außen

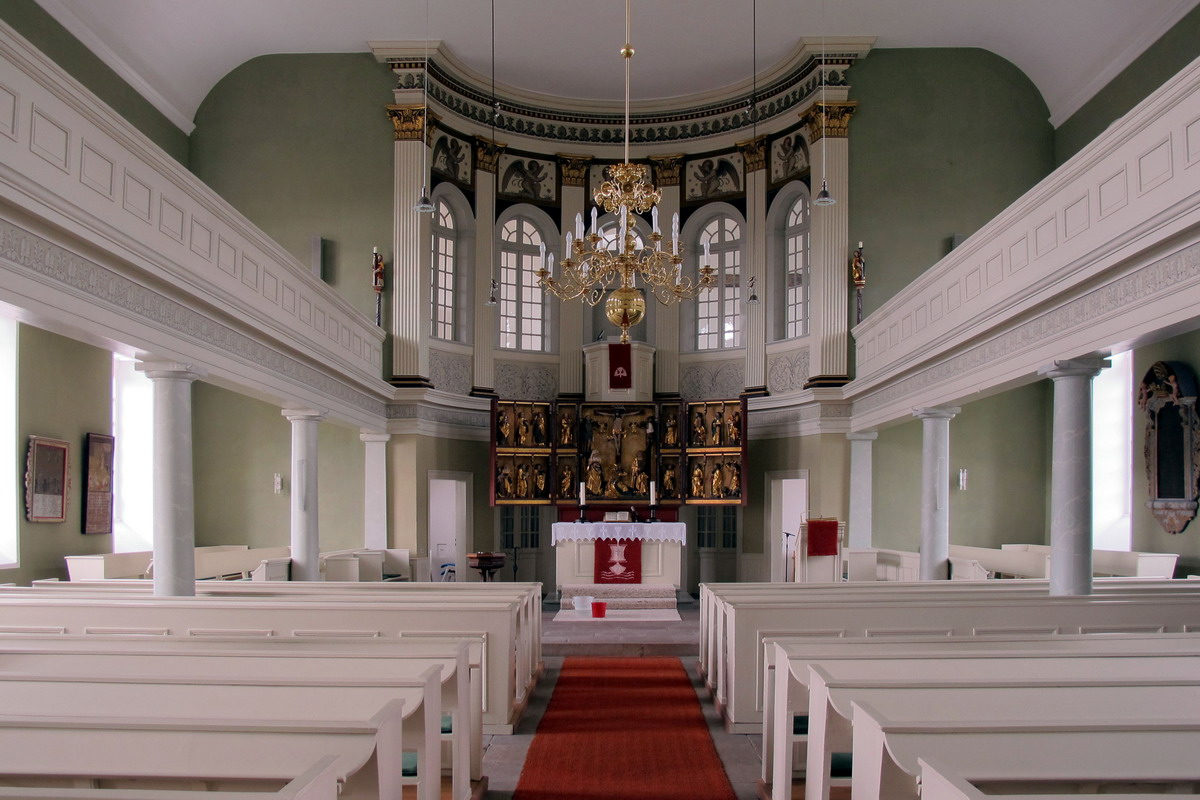
Innenraum Richtung Altar

Die evangelisch-lutherische St.-Vitus-Kirche in Rätzlingen in der Lüneburger Heide ist eine Kirche aus dem 19. Jahrhundert.

## Geschichte
Der Gründungszeitpunkt der St.-Vitus-Kirche in Rätzlingen ist nicht datiert, jedoch sind seit 1569 lutherische Prediger im Ort tätig gewesen und später Pastoren.
Das heutige Kirchengebäude wurde von Friedrich August Ludwig Hellner entworfen und zwischen 1838 und 1840 errichtet. Am 8. November 1840 erfolgte die Einweihung.

## Architektur
Die ungegliederte Backsteinkirche besitzt ein Satteldach und an der Ostseite einen nahezu vollständig in das Kirchenschiff integrierten Kirchturm. Das Gebäude ruht auf einem Feldsteinsockel und wird durch die klare Formensprache des Klassizismus gekennzeichnet. Die Kirche ist nicht geostet. Der Eingang befindet sich in der Ostseite, wohingegen der Altar und die Kanzel an der Westseite des Gebäudes untergebracht sind. Die Sakristei kann durch einen Eingang an der Westwand betreten werden. Große rundbogige Fenster dominieren die Längsseiten der Kirche. Der helle Innenraum wir durch die umlaufende Empore gegliedert und befindet sich seit einer Renovierung im Jahr 2008 wieder im Originalzustand. Die auf dorischen Säulen ruhende Empore wird durch eine Halbkreisnische für Kanzel und Altar unterbrochen.

## Ausstattung
Das heutige Gebäude war zunächst mit einem Bildaltar ausgestattet, welcher jedoch 1927 durch den zufälligen Fund des Schnitzaltars des Vorgängerbaus ersetzt wurde. Der Schnitzaltar wurde im Jahr 1514 geschaffen und stammt aus der Werkstatt von Benedikt Dreyer. Nur die im Mittelteil dargestellte Kreuzigung Jesu ist im Originalzustand erhalten. Im Zuge der Restaurierung wurden Plastiken des Vitus, Georgs mit dem Drachen, Dionysius und der Anna selbdritt sowie der Apostel in den Seitenflügeln und Nischen des Altars angebracht. Die Restauration erfolgte unter der Leitung von Friedrich Buhmann.

## Geläut
Das historische, dreistimmige Geläut der Kirche hat sich bis heute komplett erhalten, womit es eines der wertvollsten im östlichen Niedersachsen darstellt. Drei verschiedene Lüneburger Glockengießer dreier Epochen haben jeweils eine Glocke für die St.-Vitus-Kirche gegossen, was ebenfalls enormen Seltenheitswert hat.
| Nr. | Gussjahr | Gießer, Gussort               | Durchmesser (mm) | Masse (kg) | Nominal (HT-1/16) |
| --- | -------- | ----------------------------- | ---------------- | ---------- | ----------------- |
| 1   | 1491     | Cordt von der Heide, Lüneburg | 942              | ca. 500    | a1+2              |
| 2   | 1622     | Paul Voß, Lüneburg            | 787              | ca. 290    | h1-4/cis2-4       |
| 3   | 1592     | Andreas Heinecke, Lüneburg    | 359              | ca. 30     | cis3+1            |

## Gemeinde
Neben Rätzlingen gehören zur Kirchengemeinde die Dörfer Hanstedt II, Riestedt, Stöcken, Rassau und Schlieckau. Rätzlingen gehört zur Südostregion des Kirchenkreises Uelzen.

## Sonstiges
Das Rätzlinger Wappen zeigt die Ostfassade mit dem Dachreiter der St.-Vitus-Kirche.